# Xã Port Byron, Quận Rock Island, Illinois
Xã Port Byron (tiếng Anh: Port Byron Township) là một xã thuộc quận Rock Island, tiểu bang Illinois, Hoa Kỳ. Năm 2010, dân số của xã này là 1.446 người.